# Anfiteatro de Besanzón
El Anfiteatro de Besanzón o Arenas de Besanzón son los restos de un anfiteatro romano construido en el siglo I en la ciudad de Vesontio, que más tarde se convirtió en la comuna francesa de Besanzón, en el departamento de Doubs.
Se alza en la orilla opuesta del río Doubs a la ciudad antigua. Todavía relativamente desconocido en el siglo XXI, mide entre 122 y 130 m de longitud. Construido en pendiente por un lado y en llano por el otro, reúne las características de los anfiteatros clásicos (Arlés, Nîmes) y de los anfiteatros llamados macizos (Amiens, Tours). Abandonado en el siglo IV no se excavó hasta finales del siglo XIX, y quedan muy pocos restos visibles. El monumento fue declarado monumento histórico en 1927.

## Ubicación
Situado en la zona que hoy se conoce como el «quartier de Battant» (sector de las arenas), el anfiteatro se encuentra fuera del círculo de Besanzón, donde se encuentran los principales monumentos de la ciudad antigua, probablemente debido a su gran tamaño o por motivos religiosos.
La rue de Besançon que pasa por delante de los restos se conoce como «rue d'Arènes»  y durante un tiempo el barrio fue conocido como el «quartier des Arènes», ya que el anfiteatro estaba construido en el punto formado por la rue d'Arènes y la avenue Charles-Siffert.

## Historia
El anfiteatro se construyó en la segunda mitad del siglo I, en una zona que ya estaba habitada y ocupada por artesanos (una herrería).
En el siglo IV, ya estaba en desuso como lugar de espectáculos, y una necrópolis ocupaba uno de sus vomitorios. También se plantaron vides en el lugar.
Se utilizó como cantera de piedra durante la Edad Media.
La Église Sainte-Madeleine de Besançon, el hôpital Saint-Jacques original del siglo XII y las fortificaciones de Vauban (incluida la ciudadela de Besanzón) se construyeron en parte con piedras del anfiteatro, y estas fortificaciones atravesaron o incorporaron a su estructura elementos del monumento.

## Características

Plano esquemático del anfiteatro.

Las dimensiones del anfiteatro, en forma de elipse alargada, varían según las fuentes. Van de 122 x 104 m  a 130 x 106 m.
Tiene la particularidad de que una parte está construida en terreno llano al sur y al este, en el lado del Liceo Condé (estructuras con arcos inclinados), mientras que otra parte está construida contra la pendiente de la colina de Charmont al noroeste, a la altura de la calle Marulaz (estructura parcialmente maciza),
La mayor parte de la piedra es de mampostería. Sin embargo, la piedra labrada se utiliza con fines decorativos, como revestimiento en los vomitorios noroeste y suroeste (los únicos encontrados, que corresponden al eje estrecho del monumento) y en las pilastras que enmarcan las arcadas de la fachada. La pequeña cantería del muro de la fachada, al norte del anfiteatro, parece haber sido construida sobre una sucesión de grandes losas destinadas a compensar los desniveles del antiguo suelo. Los cimientos descienden unos 10 m por debajo del nivel del suelo moderno de la plaza de Marulaz. Solo se conserva alrededor de un metro del alzado de la muralla.

## Estudios, vestigios y protección
En el siglo XVII se conocía la existencia del anfiteatro, pero no era posible evaluar sus dimensiones; la anchura de su arena se estimaba en «ciento veinte pasos». Hubo que esperar hasta 1885 para que unas obras en el patio del cuartel de Condé, en el emplazamiento del monumento, sacaran a la luz los restos situados al sureste. Auguste Castan los excavó y publicó un informe resumido. En 1940, la construcción de una plaza puso al descubierto otras estructuras, esta vez al noroeste, pero el conjunto seguía siendo insuficiente para dar una imagen global del anfiteatro.
En 1995 se llevaron a cabo nuevas obras en el patio del Liceo Condé, que hacía tiempo que había sustituido al cuartel. El Inrap llevó a cabo una excavación arqueológica preventiva. Los resultados permitieron comprender mejor la historia del lugar, completaron las observaciones anteriores y permitieron publicar en 2006 una representación en planta y alzado del anfiteatro.
Los vestigios visibles del anfiteatro son escasos: consisten principalmente en una parte de la fachada situada al noroeste, entre la calle Marulaz y la avenida Charles-Siffert. Al suroeste, un edificio perteneciente al Liceo Condé sugiere la curva de este mismo muro frontal y, al norte de la plaza Marulaz, unas gradas de césped reproducen el límite de la arena.
Los restos de las arenas romanas y la capilla Saint-Jacques del cuartel de Condé, actual escuela profesional de Condé, están catalogados como monumentos históricos desde el 2 de abril de 1927. El tramo comprendido entre la avenida Charles-Siffert al norte, la calle Marulaz al sur, la escalinata que une estas dos vías al este y la plaza al oeste están catalogados desde el 28 de mayo de 1947. Todos los vestigios, incluidos el suelo y los restos arqueológicos que contienen, están catalogados desde el 12 de febrero de 2002.